# Zellerjeva kongruenca
Zellerjeva kongruenca je algoritem, ki ga je razvil Christian Zeller, z njim pa lahko izračunamo dan v tednu za kateri koli datum.

## Formula
Formula za gregorijanski koledar je
{\displaystyle h=\left(q+\left\lfloor {\frac {(m+1)26}{10}}\right\rfloor +K+\left\lfloor {\frac {K}{4}}\right\rfloor +\left\lfloor {\frac {J}{4}}\right\rfloor -2J\right)\mod 7,}
za julijanski koledar je
{\displaystyle h=\left(q+\left\lfloor {\frac {(m+1)26}{10}}\right\rfloor +K+\left\lfloor {\frac {K}{4}}\right\rfloor +5-J\right)\mod 7,}
kjer je
- h dan v tednu (0 = sobota, 1 = nedelja, 2 = ponedeljek, ...)
- q je dan v mesecu
- m je mesec
- J je stoletje (pravzaprav {\displaystyle \lfloor year/100\rfloor })
- K je leto v stoletju ({\displaystyle year\mod 100})
- {\displaystyle \lfloor a\rfloor } celi del števila

Januar in februar se štejeta kot 13. in 14. mesec prejšnjega leta.
V računalništvu je rezultat modula za negativna število negativen, zato je najhitrejša pot do rezultata v razponu 0 - 6 zamenjava - 2 J z + 5 J in - J z + 6 J.

## Algoritem
Ta algoritem velja samo za datume gregorijanskega koledarja.
```
Algoritem
 
Z
(
y
, 
m
, 
d
)
  Vhod: Leto 
y
, mesec 
m
 (1 
≤
 
m
 
≤
 12) in dan 
d
 (1 
≤
 
d
 
≤
 31).
  Izhod: Dan v tednu.

  
t
 
←
 (0, 3, 2, 5, 0, 3, 5, 1, 4, 6, 2, 4)
  
n
 
←
 (nedelja, ponedeljek, torek, sreda, četrtek, petek, sobota)

  
if
 
m
 < 3
    
y
 
←
 
y
 - 1

  
w
 
←
 (
y
 + 
⌊
y
/4
⌋
 - 
⌊
y
/100
⌋
 + 
⌊
y
/400
⌋
 + 
t
m
-1
 + 
d
) 
mod
 7

  
return
 
n
w
```